# Скорпион Тринидада
Перец «Скорпион Тринидада» (англ. Trinidad Scorpion) — растение, один из сортов перцев чили.
Плоды растений этого сорта похожи на плоды растений сортов «Bhut Jolokia» и «Naga Morich», но они более «пухлые» и имеют маленький хвостик, благодаря которому перец получил своё название — «скорпион».
Произрастает на острове Тринидад, находящемся в Карибском море, севернее Венесуэлы.
В марте 2011 года сорт «Trinidad Scorpion Butch T» занесён в книгу рекордов Гиннесса как самый острый перец в мире. По шкале Сковилла его жгучесть составляет 1,46 млн единиц.
В 2012 году этот рекорд был побит сортом «Trinidad Scorpion Moruga Blend», по шкале Сковилла его жгучесть варьируется от 1,2 до 2 миллионов единиц, а в 2013 году — перцем «Каролинский жнец», жгучесть которого колеблется между 1,15 млн и 2,2 млн единиц.
В мае 2017 года житель Уэльса 53-летний Майк Смит (англ. Mike Smith) создал вид чили «Дыхание Дракона» (Dragon’s Breath) намного острее сегодняшнего рекордсмена. Смит подал заявку в Книгу рекордов Гиннесса, чтобы задокументировать свое достижение. Отмечается, что состав одной капли капсаицина масла «Дыхание Дьявола» можно обнаружить в 2,48 миллиона капель воды. Предыдущий рекордсмен набрал по шкале жгучести Сковилла коэффициент в более 1,5 миллиона.
Для выращивания и переработки этого перца необходимо носить противогазы и защитную одежду, схожую с костюмами химической защиты. На своей родине Скорпион Тринидада используется в военной промышленности для производства слезоточивого газа. Также полученный из него капсаицин добавляют в краску, которой покрывают днища кораблей для защиты от моллюсков.